# 許家霖
許家霖是中華民國男子跆拳道選手，贏得2009年東亞運動會男子54公斤级金牌及2010年亞洲運動會銅牌，以及2013年世界跆拳道錦標賽54公斤級銀牌。